# Ingevaldssläkten
Ingevaldssläkten har sina rötter i Örs församling i Melleruds kommun i Dalsland och är upptecknad av Olof Ljung som menade att släkten härstammar från en viss Ingewald Larsson som latiniserade sitt namn till Ingevaldus Laurentii.  Uppgifterna är mycket osäkra men ska peka på att han var Örs församlings kyrkoherde runt mitten på 1500-talet, och också bonde där. Släkten finns kartlagd i två böcker (utan källhänvisningar) skrivna av Olof Ljung och omfattar omkring 11.000 familjer. Olof Ljung arbetade med ytterligare två böcker som aldrig hann bli publicerade innan hans bortgång.  
Bland de mer kända medlemmarna i denna släkt finns ärkebiskop Johan Olof Wallin, författaren Rosa Carlén, Brånasmeden (skalden Johannes Olsson), konstnären Kerstin Wedlin samt kyrkoherden och seriemördaren Anders Lindbäck.
Andra namnkunniga släktmedlemmar är Minnesotas tidigare guvernörer Luther Youngdahl och Wendell Anderson samt den amerikanske generalen en:John E. Dahlquist som under andra världskriget var Dwight D. Eisenhowers vice stabschef och vid krigsslutet chef för 36:e infanteridivisionen.